# The Millennium
The Millennium was een Amerikaanse psychedelische rockband uit Californië, die werd geformeerd door Curt Boettcher. De band speelde sunshine pop-harmonieën.

## Bezetting
- Curt Boettcher[3] (zang, gitaar, producent)
- Lee Mallory[4] (zang, gitaar)
- Sandy Salisbury[5] (zang, gitaar)
- Joey Stec[6] (zang, gitaar)
- Michael Fennelly[7] (zang, gitaar)
- Doug Rhodes[8] (basgitaar, klavecimbel, piano)
- Ron Edgar[9] (drums, percussie)

## Geschiedenis
Boettcher had oorspronkelijk kort gewerkt met Ron Edgar in de folkgroep The Goldebriars. Volgend op de ontbinding van The GoldeBriars voegde Edgar zich bij de band The Music Machine, waar ook Doug Rhodes speelde. The Music Machine scoorde een top 20-hit met de song Talk Talk voorafgaande aan de ontbinding van de band. Boettcher had ook de band The Ballroom geformeerd, waarbij Sandy Salisbury zong. Lee Mallory had gewerkt als songwriter en solo-artiest en Boettcher had enkele van zijn opnamen geproduceerd, met inbegrip van de cover That's The Way It's Gonna Be van Phil Ochs. De band kreeg ook steun van sessiemuzikanten als Jerry Scheff.
The Millennium namen in 1969 hun enige album Begin op. Voordat de band werd ontbonden, namen ze de single Just About The Same / Blight op, en daarbij ook meerdere nummers die later werden uitgebracht op een compilatiealbum. Boettcher ondernam meerdere pogingen met soloalbums, waarvan slechts There's An Innocent Face werd uitgebracht tijdens zijn leven, net als Salisbury en Stec. Fennelly belandde bij de jaren 1970 band Crabby Appleton, die waren gecontracteerd bij Elektra Records en die twee albums uitbrachten. Ze scoorden een top 40-hit met het nummer Go Back.
Stec richtte Sony Past Music op tijdens de late jaren 1990. Dit label bracht later eerdere niet beschikbare albums van The Millenium, Boettcher, Salisbury, Mallory en Stec uit.

## Discografie

### Albums
- 1968: Begin (Columbia Records)

### Compilation albums
- 2000: The Second Millennium (Dreamsville)
- 2000: The Millennium Continues (Trattoria)
- 2001: Magic Time (Sundazed Records)
- ????: Voices of the Millennium (Sonic Past Music)
- ????: Pieces (Sonic Past Music)

### Box sets
- 2012: The Millennium at Last (Sony Music Japan)